# Eversmannia botschantzevii
Eversmannia botschantzevii är en ärtväxtart som beskrevs av Sarkisova. Eversmannia botschantzevii ingår i släktet Eversmannia och familjen ärtväxter. Inga underarter finns listade i Catalogue of Life.